# Discographie de Justice
La discographie du duo français de musique électronique Justice est composée de 4 albums studio, 3 album live, 17 singles, 14 EPs et 19 clips vidéo.

## Albums

### Albums studio
| Titre                                                              | Détails                                             | Meilleure position | Meilleure position | Meilleure position | Meilleure position | Meilleure position | Meilleure position | Meilleure position | Meilleure position | Meilleure position | Meilleure position | Meilleure position | Meilleure position | Certifications |
| Titre                                                              | Détails                                             | France             | Australie          | Autriche           | Belgique (Fl)      | Belgique (Wa)      | Canada             | DEN                | Norvège            | Pays-Bas           | Suisse             | Royaume-Uni        | États-Unis         | Certifications |
| ------------------------------------------------------------------ | --------------------------------------------------- | ------------------ | ------------------ | ------------------ | ------------------ | ------------------ | ------------------ | ------------------ | ------------------ | ------------------ | ------------------ | ------------------ | ------------------ | -------------- |
| †                                                                  | - Sortie : 11 juin 2007 - Label : Because Music     | 11                 | —                  | 71                 | 33                 | 29                 | —                  | —                  | 25                 | 77                 | 36                 | 49                 | —                  | - BPI : Or     |
| Audio, Video, Disco                                                | - Sortie : 24 octobre 2011 - Label : Because Music  | 5                  | 18                 | 49                 | 24                 | 10                 | 22                 | 27                 | —                  | 97                 | 15                 | 35                 | 37                 |                |
| Woman                                                              | - Sortie : 18 novembre 2016 - Label : Because Music | 17                 | 66                 | 44                 | __                 | __                 | 72                 | __                 | __                 | 51                 | 16                 | 47                 | 154                |                |
| Hyperdrama                                                         | - Sortie : 26 avril 2024 - Label : Because Music    | __                 | __                 | __                 | __                 | __                 | __                 | __                 | __                 | __                 | __                 | __                 | __                 |                |
| "—" signifie que le single n'est pas sorti ou classé dans le pays. |                                                     |                    |                    |                    |                    |                    |                    |                    |                    |                    |                    |                    |                    |                |

### Albums live
| Titre                | Détails                                                | Meilleure position | Meilleure position | Meilleure position | Meilleure position |
| Titre                | Détails                                                | France             | Belgique (Fl)      | Belgique (Wa)      | Pays-Bas           |
| -------------------- | ------------------------------------------------------ | ------------------ | ------------------ | ------------------ | ------------------ |
| A Cross the Universe | - Sortie : 24 novembre 2008 - Label : Atlantic Records | 34                 | 39                 | 42                 | 94                 |
| Access All Arenas    | - Sortie : 7 mai 2013 - Label : Ed Banger / Elektra    | 12                 | ?                  | ?                  | ?                  |
| Woman WorldWide      | - Sortie : 24 aout 2018 - Label : Ed Banger            | 10                 | ?                  | 37                 | 169                |

## Singles
| Single                                                             | Année | Meilleure position | Meilleure position | Meilleure position | Meilleure position | Meilleure position | Meilleure position | Meilleure position | Meilleure position | Meilleure position | Meilleure position | Album               |
| Single                                                             | Année | France             | Belgique (Fl)      | Belgique (Wa)      | Canada             | Danemark           | Finlande           | Pays-Bas           | Espagne            | Suisse             | Royaume-Uni        | Album               |
| ------------------------------------------------------------------ | ----- | ------------------ | ------------------ | ------------------ | ------------------ | ------------------ | ------------------ | ------------------ | ------------------ | ------------------ | ------------------ | ------------------- |
| Waters of Nazareth                                                 | 2005  | 88                 | —                  | —                  | —                  | 15                 | —                  | —                  | —                  | —                  | —                  | †                   |
| D.A.N.C.E.                                                         | 2007  | 11                 | 53                 | 53                 | —                  | —                  | 20                 | —                  | —                  | 49                 | 48                 | †                   |
| DVNO                                                               | 2007  | 94                 | 73                 | —                  | —                  | —                  | —                  | —                  | —                  | —                  | —                  | †                   |
| Phantom                                                            | 2007  | —                  | —                  | —                  | —                  | —                  | —                  | —                  | —                  | —                  | —                  | †                   |
| Tthhee Ppaarrttyy                                                  | 2009  | —                  | —                  | —                  | —                  | —                  | —                  | —                  | —                  | —                  | —                  | †                   |
| Civilization                                                       | 2011  | 5                  | 57                 | 29                 | 84                 | —                  | —                  | 58                 | 30                 | —                  | 53                 | Audio, Video, Disco |
| Audio, Video, Disco                                                | 2011  | —                  | —                  | —                  | —                  | —                  | —                  | —                  | —                  | —                  | —                  | Audio, Video, Disco |
| On'n'On                                                            | 2012  | 75                 | —                  | —                  | —                  | —                  | —                  | —                  | —                  | —                  | —                  | Audio, Video, Disco |
| New Lands                                                          | 2012  | —                  | —                  | —                  | —                  | —                  | —                  | —                  | —                  | —                  | —                  | Audio, Video, Disco |
| Helix                                                              | 2013  | 86                 | —                  | —                  | —                  | —                  | —                  | —                  | —                  | —                  | —                  | Audio, Video, Disco |
| Safe and Sound                                                     | 2016  | 48                 | 62                 | —                  | —                  | —                  | —                  | —                  | —                  | —                  | —                  | Woman               |
| Randy                                                              | 2016  | —                  | 89                 | —                  | —                  | —                  | —                  | —                  | —                  | —                  | —                  | Woman               |
| Alakazam!                                                          | 2016  | 90                 | —                  | —                  | —                  | —                  | —                  | —                  | —                  | —                  | —                  | Woman               |
| Pleasure (Live)                                                    | 2017  | —                  | —                  | —                  | —                  | —                  | —                  | —                  | —                  | —                  | —                  |                     |
| Stop (WWW) (Radio Edit)                                            | 2018  | —                  | —                  | —                  | —                  | —                  | —                  | —                  | —                  | —                  | —                  | Woman Worldwide     |
| One Night/All Night / Generator                                    | 2024  | __                 | __                 | __                 | __                 | __                 | __                 | __                 | __                 | __                 | __                 | Hyperdrama          |
| Incognito                                                          | 2024  | __                 | __                 | __                 | __                 | __                 | __                 | __                 | __                 | __                 | __                 | Hyperdrama          |
| Saturnine                                                          | 2024  | __                 | __                 | __                 | __                 | __                 | __                 | __                 | __                 | __                 | __                 | Hyperdrama          |
| Neverender (feat. Tame Impala)                                     | 2024  | —                  | —                  | —                  | —                  | —                  | —                  | —                  | —                  | —                  | —                  | Hyperdrama          |
| "—" signifie que le single n'est pas sorti ou classé dans le pays. |       |                    |                    |                    |                    |                    |                    |                    |                    |                    |                    |                     |

### En tant qu'artiste invité
| Single                                   | Année | Meilleure position | Album                           |
| Single                                   | Année | Royaume-Uni        | Album                           |
| ---------------------------------------- | ----- | ------------------ | ------------------------------- |
| We Are Your Friends (Justice vs. Simian) | 2006  | 20                 | Single non inclus dans un album |

## EPs
| Année | Titre                            | face B | Format                 | Label                                     |
| ----- | -------------------------------- | --- | ---------------------- | ----------------------------------------- |
| 2003  | Never Be Alone                   | Steamulation | 12"                    | Ed Banger                                 |
| 2005  | Waters of Nazareth               | Let There Be Light, Carpates | 12"                    | Ed Banger, Because Music                  |
| 2006  | Waters of Nazareth (The Remixes) | Waters of Nazareth (Erol Alkan Remix), Let There Be Light (DJ Funk Remix), Waters of Nazareth (Justice Remix)                                                            | 12", CD                | Ed Banger, Because Music, Vice Recordings |
| 2006  | We Are Your Friends              | We Are Your Friends (Lee Cabrera Remix), We Are Your Friends (Milke Remix), We Are Your Friends (Edison Remix), We Are Your Friends (Radio Slave & Spencer Parker Remix) | 12", CD                | Ten Records                               |
| 2007  | Phantom - EP                     | Phantom, Pt. II (Soulwax Remix), Phantom, Pt. II (Boys Noize Remix) | 12"                    | Ed Banger, Because Music                  |
| 2007  | D.A.N.C.E.                       | B.E.A.T. (Extended), Phantom, D.A.N.C.E. (Extended) | 12"                    | Ed Banger, Because Music                  |
| 2007  | D.A.N.C.E. (Remixes Extended)    | D.A.N.C.E. (Stuart Price Remix), D.A.N.C.E. (Jackson Remix), D.A.N.C.E. (Live Version), D.A.N.C.E. (MSTRKRFT Remix), D.A.N.C.E. (Alan Braze & Fred Falke Remix)          | 12"                    | Ed Banger, Because Music                  |
| 2008  | DVNO                             | DVNO (Justice Remix), DVNO (Surkin Remix), DVNO (Sunshine Brothers Mix), DVNO (LA Riot Remix), DNVO (Petits Pilous Remix)                                                | 12", CD                | Ed Banger, Because Music                  |
| 2008  | Planisphère                      | Planisphère Part 1, Planisphère Part 2, Planisphère Part 3, Planisphère Part 4                                                                                           | MySpace                | Dior Homme S/S 09 Music                   |
| 2011  | Civilization - EP                | Civilization (Demo Version), Civilization (Mr. Oizo Remix), Civilization (The F***ing Champs Remix)                                                                      | Téléchargement digital | Ed Banger, Because Music                  |
| 2011  | Audio, Video, Disco - EP         | Helix, Audio, Video, Disco (Para One Remix), Audio, Video, Disco (Mickey Moonlight Remix)                                                                                | Téléchargement digital | Ed Banger, Because Music                  |
| 2012  | On'n'On                          | On'n'On (Rick Rubin Remix), Canon (Erol Alkan Remix), Canon (Tiga Remix), On'n'On (Brodinski Remix), On'n'On (Video Village Remix)                                       | Téléchargement digital | Ed Banger, Because Music                  |
| 2012  | New Lands                        | New Lands (Live),New Lands (Falcon Remix), New Lands (A-Trak Remix), New Lands (Sebastian Remix)                                                                         | Téléchargement digital | Ed Banger, Because Music                  |
| 2013  | Helix                            | Presence, Ohio, Helix (Gesaffelstein Vision Remix), Helix (Domenico Torti's Headspin Remix)                                                                              | Téléchargement digital | Ed Banger, Because Music                  |
| 2024  | Neverender (Remixes)             | Neverender (Radio Edit), Neverender (Extended), Neverender (Kaytranada Remix), Neverender (Rampa Remix)                                                                  | Téléchargement digital | Ed Banger, Because Music                  |

## Clips vidéo
| Année | Video                                    | Réalisateur(s)       | Album               |
| ----- | ---------------------------------------- | -------------------- | ------------------- |
| 2007  | We Are Your Friends (Justice vs. Simian) | Rozan & Schmeltz     |                     |
| 2007  | D.A.N.C.E.                               | Jonas et François    | †                   |
| 2008  | DVNO                                     | So-Me, Machine Molle | †                   |
| 2008  | Phantom Pt. II                           | Daniel Blumberg      | †                   |
| 2008  | Stress                                   | Romain Gavras        | †                   |
| 2009  | Let Love Rule (Lenny Kravitz + Justice)  | Keith Schofield      |                     |
| 2011  | Civilization                             | CGI                  | Audio, Video, Disco |
| 2011  | Audio, Video, Disco                      | So Me                | Audio, Video, Disco |
| 2012  | On'n'On                                  | Alexandre Courtès    | Audio, Video, Disco |
| 2012  | New Lands                                | Canada               | Audio, Video, Disco |
| 2016  | Randy                                    | Thomas Jumin         | Woman               |
| 2016  | Alakazam !                               | Ugo Mangin           | Woman               |
| 2016  | Fire                                     | Pascal Teixeira      | Woman               |
| 2017  | Pleasure (Live)                          | Alexandre Courtès    |                     |
| 2018  | Stop                                     | Mrzyk & Moriceau     | Woman               |
| 2018  | Heavy Metal                              | Filip Nilsson        | Woman               |
| 2018  | Love S.O.S (WWW)                         | Edouard Salier       | Woman WorldWide     |
| 2024  | One Night/All Night                      | Anton Tammi          | Hyperdrama          |
| 2024  | Generator                                | Léa Ceheivi          | Hyperdrama          |
| 2024  | Neverender                               | Masanobu Hiraoka     | Hyperdrama          |

Certaine chansons de Justice ont été détournés et mis en image comme celui de DVNO. Une équipe de jeunes réalisateurs de chez Imétrages avaient réalisé un faux clip prétextant que ce dernier était l'officiel. La vidéo a été vue près d'un million de fois sur les sites de streaming avant d'être supprimée à la suite de la demande du groupe lorsque le clip officiel, réalisé par So Me, sortait[réf. nécessaire]. Le clip de Stress a quant à lui été parodié par plusieurs internautes, mais aussi par Luc Besson.
Le clip de Phantom Pt. II a été créé à partir d'images du film A Cross the Universe, dont certaines scènes sont d'ailleurs inédites.

## Remixes
| Année | Artiste                      | Titre                                             |
| ----- | ---------------------------- | ------------------------------------------------- |
| 2003  | Scenario Rock                | Skitzo Dancer                                     |
| 2003  | Vicarious Bliss              | Theme from Vicarious Bliss                        |
| 2004  | N*E*R*D                      | She Wants to Move                                 |
| 2005  | Britney Spears feat. Madonna | Me Against the Music                              |
| 2005  | Daft Punk                    | Human After All (Guy-Man After All Justice Remix) |
| 2005  | Death from Above 1979        | Blood on Our Hands                                |
| 2005  | Fatboy Slim                  | Don't Let the Man Get You Down                    |
| 2005  | Mystery Jets                 | You Can't Fool Me Dennis                          |
| 2005  | Soulwax                      | NY Excuse                                         |
| 2006  | Franz Ferdinand              | The Fallen (Ruined par Justice)                   |
| 2006  | Justice                      | Waters of Nazareth                                |
| 2006  | Mr. Oizo                     | Nazis                                             |
| 2007  | Justice                      | D.A.N.C.E.                                        |
| 2007  | Justin Timberlake            | LoveStoned                                        |
| 2007  | Klaxons                      | As Above, So Below                                |
| 2007  | ZZT                          | Lower State of Consciousness                      |
| 2008  | Justice                      | DVNO                                              |
| 2008  | Justice                      | Stress (Auto Remix)                               |
| 2008  | MGMT                         | Electric Feel                                     |
| 2009  | Lenny Kravitz                | Let Love Rule                                     |
| 2009  | U2                           | Get On Your Boots                                 |
| 2013  | Boys Noize                   | Ich R U                                           |
| 2013  | Justice                      | Brianvision (MMXIII Remix)                        |
| 2019  | Frank Ocean                  | Dear April                                        |

## Mixes
| Année | Titre                                    | Format                      | Label                            |
| ----- | ---------------------------------------- | --------------------------- | -------------------------------- |
| 2007  | Justice XMAS Mix \ DJ Mix Leur Selection | Téléchargement digital \ CD | Ed Banger Records \ Tron Records |
| 2007  | Essential Mix                            | Téléchargement digital      | BBC Radio 1                      |
| 2012  | Rock Minimix (pour Annie Mac Show)       | Téléchargement digital      | BBC Radio 1                      |
| 2016  | Essential Mix                            | Téléchargement digital      | BBC Radio 1                      |
| 2024  | Apple Music NYE 2025                     | Téléchargement digital      | Apple Music                      |

## Coproduction
| Année | Artiste                   | Titre                | Album                                                     | Membre(s) contributeur(s)      |
| ----- | ------------------------- | -------------------- | --------------------------------------------------------- | ------------------------------ |
| 2008  | Midfield General          | Disco Sirens         |                                                           | Xavier de Rosnay               |
| 2009  | Birdy Nam Nam             | The Parachute Ending | Manual for Succesful Rioting                              | Justice                        |
| 2009  | Jamaica                   | Cross The Fader      | No Problem                                                | Xavier de Rosnay               |
| 2010  | Mr. Oizo                  |                      | Rubber (bande originale)                                  | Gaspard Augé                   |
| 2011  | SebastiAn                 | Tetra                | Total                                                     | Gaspard Augé                   |
| 2021  | Prudence                  | Beginnings           | Beginnings                                                | Xavier de Rosnay               |
| 2021  | DPR Live, DPR Ian, peace. | Diamonds + Pearls    | Shang-Chi et la Légende des Dix Anneaux (bande originale) | Gaspard Augé, Xavier de Rosnay |
| 2022  | Juliette Armanet          | Flamme               | Brûler le feu 2                                           | Xavier de Rosnay               |
| 2022  | DVNO                      | It's All a Bluff     | Man on a Wire                                             | Xavier de Rosnay               |
| 2022  | DVNO                      | Man on a Wire        | Man on a Wire                                             | Xavier de Rosnay               |
| 2022  | DVNO                      | Equilibrium, Pt. 1   | Man on a Wire                                             | Xavier de Rosnay               |
| 2025  | The Weeknd                | Wake Me Up (en)      | Hurry Up Tomorrow                                         | Justice                        |